# 島村民蔵
島村 民蔵（しまむら たみぞう、1888年7月22日 - 1970年11月15日）は、日本の劇作家、演劇研究家。

## 人物
東京神田生まれ。号を甲鳥、柳水。開成中学校をへて1909年早稲田大学英文科卒。東京帝国大学独文科中退。坪内逍遥、大塚保治に師事。劇作、演劇研究をおこない、早稲田大学、日本大学で教える。戦後は静岡女子短期大学教授。

## 著書
- 近代文学に現れたる両性問題の研究 天佑社 1919
- 性的理想主義 国文堂書店 1920
- 両性問題大観 国文堂書店 1921
- 夜叉丸 戯曲集 稲門堂書店 1921
- 清十郎 稲門堂書店 1922 (戯曲叢書)
- 劇の創作と鑑賞 新詩壇社 1924
- 子供の生活と芸術 高陽社 1924
- 戯曲の本質 劇芸術及び演劇の原理 東京堂書店 1925
- 踊り熊 児童劇 東光閣書店 1925
- 愛国の孤児 宝文館 1931 (世界美談文庫)
- 芸術学汎論 三省堂 1932
- 日本芸術の体系 日本学術振興会 1956
- 修学院物語 戯曲集 白馬書房 1970

## 翻訳
- 伯爵令嬢 ストリンドベルク 現代社 1913 (近代脚本叢書)
- 若き葡萄の花咲く頃 ビヨルンソン 演劇無名会 1914
- ロスメルスホルム ヘンリツク・イブセン 坪内士行共訳　早稲田大学出版部 1916
- 少年と道徳 フェルスター 大日本文明協会事務所 1918 (大日本文明協会刊行書)
- ウィンダーミヤ夫人の扇 ワイルド全集 天佑社 1920
- 近代演劇の理論と実際 ハーゲマン 玄文社 1920
- 人間結婚史 エトワード・ウエスターマーク 天佑社 1921
- 皇帝とガラリヤ人 イブセン 東京堂書店 1923 (世界名著叢書)
- 青春 ハルベ（ドイツ語版）  近代劇大系 近代劇大系刊行会 1923
- 戯曲の技巧 フライターク 1949 (岩波文庫)

## 参考
- 日本近代文学大辞典